# Meinestadt.de
meinestadt.de ist ein Regionalportal, das laut eigenen Angaben Gelbe-Seiten-Angebote aus allen 11.000 deutschen Städten und Gemeinden liefert. Als eine von wenigen Online-Jobbörsen in Deutschland ist meinestadt.de auf Fachkräfte mit Berufsausbildung spezialisiert. Der Hauptsitz des Unternehmens liegt in Köln.

## Beschreibung
Der Inhalt der Webseiten von meinestadt.de setzt sich in erster Linie aus Anzeigenmärkten und aus kulturellen, wirtschaftlichen, touristischen sowie anderen Informationen aus deutschen Städten und selbständigen Gemeinden zusammen. Die Website ist in die Themen Jobs, Immobilien, Auto, Singlebörse, Tourismus, Veranstaltungen, Branchenbuch sowie aktuelle Themen wie Nachrichten und Wetter unterteilt. Der Fokus liegt jedoch auf dem Stellenmarkt. Im Bereich des Stellenmarkts inserieren Unternehmen ihre Stellenangebote und Jobsuchende haben die Möglichkeit kostenlos nach offenen Stellen in ihrer Region zu suchen.
Die Anzahl der Besuche in Portal betrug im Januar 2024 10,9 Millionen (Similarweb) und zählte im Februar 2024 390.887 Stellenangebote.
Um das Zueinanderfinden von Arbeitgebern und Arbeitnehmern zu vereinfachen, bietet meinestadt.de verschiedene Möglichkeiten der Bewerbung. Weiterhin veröffentlicht meinestadt.de in regelmäßigen Abständen Studien zum Employer Branding und Recruiting von Fachkräften mit Berufsausbildung.
Seit Sommer 2016 bietet die meinestadt.de GmbH mit der TalentHero App eine mobile Lösung für die Ausbildungssuche. Die App erhielt 2018 den We Do Digital Award des DIHK. Das letzte App-Update erschien am 14. September 2021. Die App ist mittlerweile weder im Apple-Store noch im Android-Store auffindbar.
Seit 2020 wird ein eigener Immobilienmarkt für gewerbliche und private Anbieter angeboten.

## Geschichte
1996 erfolgte die Gründung der allesklar.com AG in Siegburg. 2000 ging meinestadt.de erstmals online. 2006 begann eine Beteiligung der Verlagsgruppe Georg von Holtzbrinck an dem Unternehmen.
Im August 2012 wurde bekannt, dass die Axel Springer Digital Classifieds (ein Joint-Venture der Axel Springer SE und der Investment-Firma General Atlantic) 100 Prozent der Anteile an der allesklar.com AG und damit des Betreibers von meinestadt.de übernahm.
Zum 1. Oktober 2012 erfolgte ein Wechsel in der Geschäftsführung: Firmengründer Manfred Stegger verließ das Unternehmen, neuer Vorstandsvorsitzender wurde Georg Konjovic.
Im Dezember 2013 firmierte die allesklar.com AG zur meinestadt.de GmbH um. Der Hauptsitz wurde im Februar 2014 von Siegburg nach Köln verlegt. Seit 2018 ist Mark Hoffmann Geschäftsführer von meinestadt.de.
2014 war ein Relaunch des gesamten Portals, einschließlich neuem Logo. 2016 folgte ein Relaunch des Job-Shops (Self-Service für rekrutierende Unternehmen zur Schaltung von Stellenanzeigen) von meinestadt.de. 2016 war der Launch TalentHero App als erste rein mobile Lösung für die Ausbildungssuche. 2017 erfolgte ein Relaunch des Veranstaltungen-Bereichs in Zusammenarbeit mit dem Schweizer Start-up ticketfrog.ch.